# Darryn Hill
Darryn William Hill (ur. 11 sierpnia 1974 w Perth) – australijski kolarz torowy, brązowy medalista olimpijski oraz pięciokrotny medalista mistrzostw świata.

## Kariera
Pierwszy sukces w karierze Darryn Hill osiągnął w 1991 roku, kiedy zdobył brązowy medal w sprincie indywidualnym na mistrzostwach świata juniorów. W tej samej kategorii wiekowej zdobył rok później srebrny medal w wyścigu na 1 km, a w 1994 roku został wicemistrzem świata seniorów w sprincie indywidualnym podczas mistrzostw świata w Palermo. W tym samym roku brał udział w igrzyskach Wspólnoty Narodów w Victorii, gdzie zdobył srebrny medal na 500 m i brązowy w sprincie. Jego największym indywidualnym osiągnięciem pozostaje jednak złoty medal w sprincie indywidualnym wywalczony na mistrzostwach świata w Bogocie w 1995 roku. Rok później, wspólnie z Shane'em Kellym i Garym Neiwandem zwyciężył w sprincie drużynowym podczas mistrzostw w Manchesterze, a indywidualnie był trzeci, ulegając jedynie Francuzowi Florianowi Rousseau i Marty'emu Nothsteinowi z USA. W 1996 roku wystartował również na igrzyskach olimpijskich w Atlancie, gdzie indywidualnie był piąty. Na mistrzostwach świata w Perth w 1997 roku zdobył kolejny brązowy medal w sprincie indywidualnym, tym razem przegrywając tylko z Rousseau i Niemcem Jensem Fiedlerem. Ostatni medal zdobył podczas igrzysk olimpijskich w Sydney w 2000 roku, gdzie razem z Seanem Eadie i Garym Neiwandem zajął drużynowo trzecie miejsce, a rywalizację indywidualną zakończył na dwunastej pozycji.